# Montanaire
Montanaire – miejscowość i gmina (commune) w zachodniej Szwajcarii, w kantonie Vaud, w okręgu (district) Gros-de-Vaud. Powstała 1 stycznia 2013 r. w wyniku połączenia gmin Chanéaz, Chapelle-sur-Moudon, Correvon, Denezy, Martherenges, Neyruz-sur-Moudon, Peyres-Possens, Saint-Cierges i Thierrens.

## Demografia
W Montanaire mieszka 2819 osób. W 2022 roku 12% populacji gminy stanowiły osoby urodzone poza Szwajcarią. 

## Transport
Przez teren gminy przebiegają drogi główne nr 150 i nr 151.